# 迪尔克斯兰
迪尔克斯兰（荷蘭語：Dirksland，法語：[ˈdɪrksˌlɑnt] ⓘ）是荷兰南荷兰省的一个旧市镇，位于胡雷-上弗拉凯岛上。2004年人口8,269。面积74.15 km² (28.63 mile²) ，其中18.59 km² (7.18 mile²)为水域。2013年1月1日，迪尔克斯兰与市镇胡德雷德、米德尔哈尼斯和东弗拉凯合并为新市镇胡雷-上弗拉凱。

## 图集

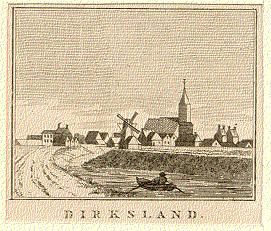
迪尔克斯兰的版画，约1780年
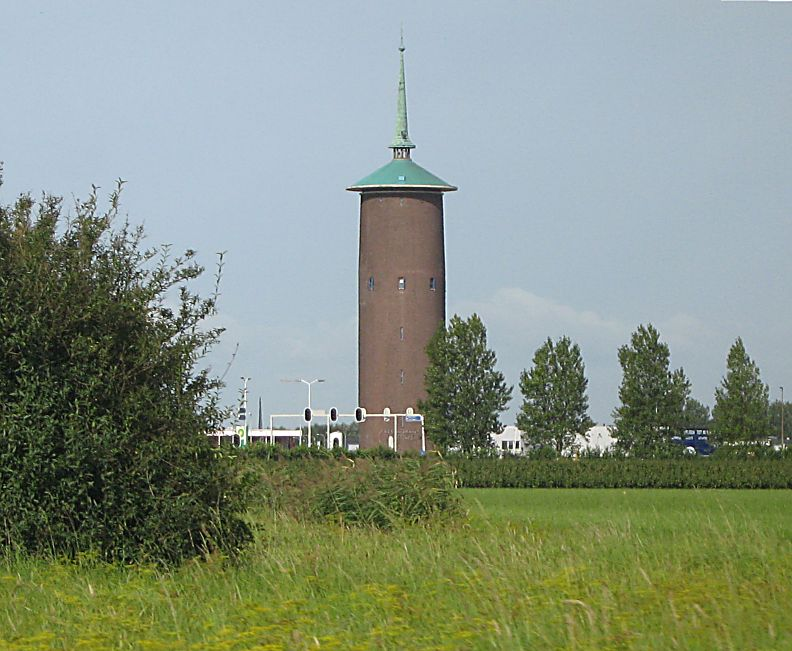
水塔
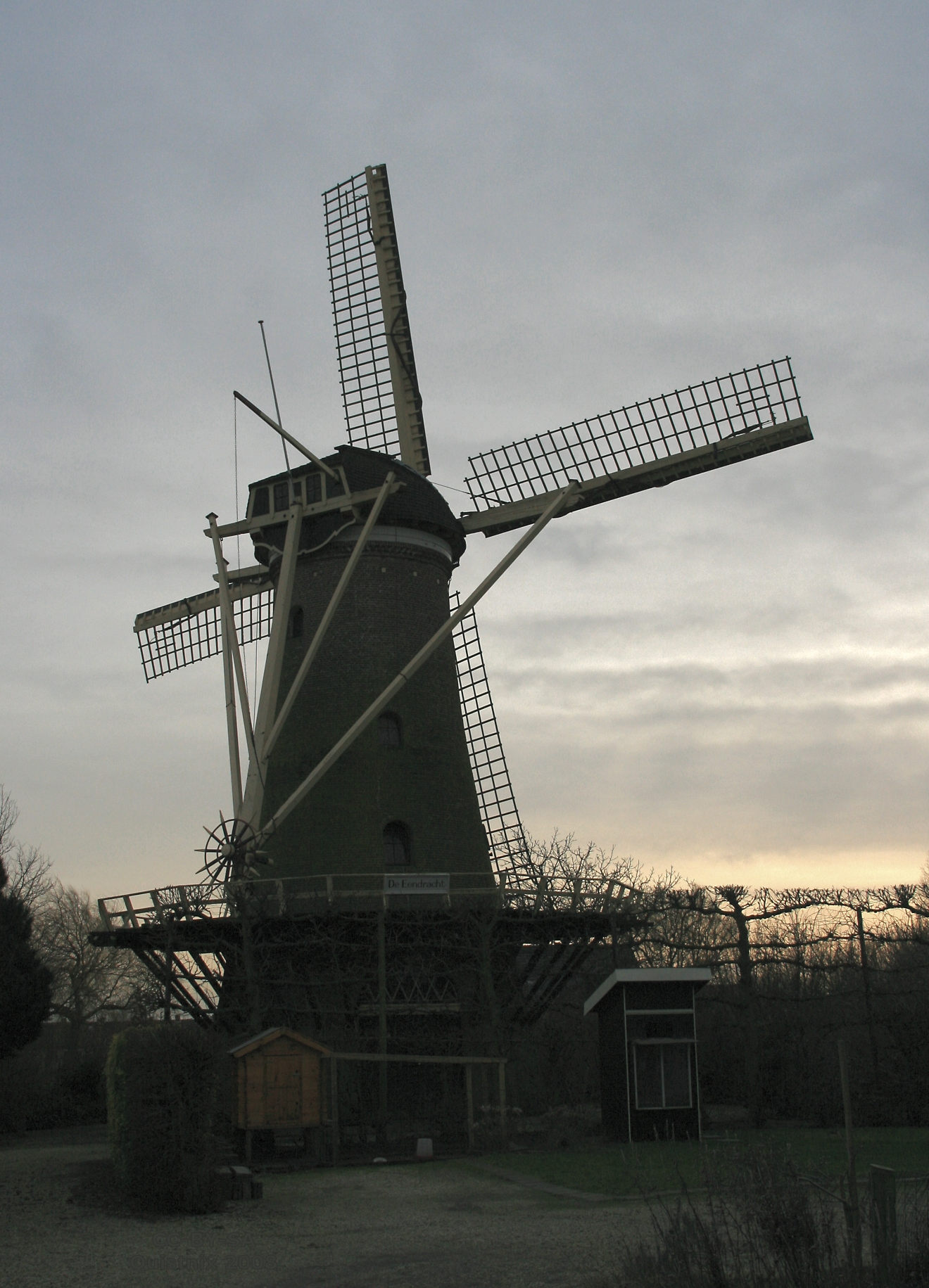
风车磨坊